# GNU Taler
GNU Taler és un sistema de pagament electrònic i microtransacció basat en programari lliure. El projecte està liderat per Florian Dold i Christian Grothoff de Taler Systems SA. Taler és l'abreviació de "Taxable Anonymous Libre Economic Reserves" (en català "Reserves econòmiques lliures anònimes imposables") i fa al·lusió a les monedes Tàler a Alemanya durant l'edat moderna. Compta amb el suport públic del fundador del Projecte GNU, Richard Stallman. Stallman ha descrit el programa com que està "dissenyat per ser anònim per al pagador, però els beneficiaris sempre estan identificats". En un article publicat a Security, Privacy, and Applied Cryptography Engineering, GNU Taler es descrigué com que complia amb les consideracions ètiques: el client que paga és anònim mentre el comerciant està identificat i tributable. Taler Systems SA proporciona una implementació d'aquest sistema.